# HMS Podargus (1808)
Le HMS Podargus est un brig-sloop de classe Crocus de la Royal Navy. Il participe à une bataille majeure pendant la guerre des canonnières entre la Grande-Bretagne et le Danemark. Après la guerre, il sert à Sainte-Hélène pendant cinq ou six ans. À son retour en Grande-Bretagne en 1820, il est mise à pied et finalement vendu pour démolition en 1833.

## Carrière

### Guerres napoléoniennes
Le commandant William Hellard prend le commandement du HMS Podargus en septembre 1808 pour les Downs et son entrée en service actif. Le 15 août 1809, le master (en) du Podargus et le  Master's mate (en) arrivent à la prison française pour prisonniers de guerre à Verdun. Le master's mate s'en échappe en 1813, mais on ne sait pas comment les hommes ont été capturés.
Le 19 août 1809, le Podargus capture le Fortuna. Trois jours plus tard, il reprend la Margaretha alors que l'Alphea en était aussi en lice pour sa reprise. Le HMS Podargus transporte également le major général Broderick et sa suite à La Corogne.
Le commandant John Lloyd remet en service le Podargus en novembre 1810. Le 2 décembre, le Podargus est en poste au large de Boulogne lorsque son équipage récupère un bateau hollandais abandonné et inondé. Le bateau doit être renversé pour l'amener à bord de Podargus, mais malgré cela, de l'argent est trouvé à bord, soit 13 guinées en or, quatre demi-guinées et quelques pièces d'argent françaises. En octobre 1811, le commandant John Bradley remplace Lloyd.

### Campagnes en Baltique
Le commandant William Robilliard commande le Podargus en novembre 1811 pour la Baltique. Le 4 octobre 1812, le Podargus  capture le sloop danois Speculation et partage l'argent du prix avec les navires Persian, Erebus, Woodlark et Plover pour accord, . Puis, le 17 octobre, le Persian et l'Erebus sont de nouveau en compagnie du Podargus lorsque le Podargus capture les navires danois Anna Maria, Twende Brodre et deux bateaux-marchands. Le mois suivant, le 11 novembre, le Podargus capture le Syerstadt, en compagnie du Persan et de l'Erebus.

### Bataille de Lyngør

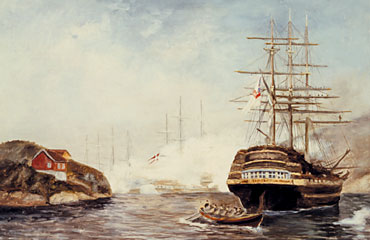
Bataille de Lyngør

En 1812, pendant la guerre des canonnières, les Britanniques voient une occasion de renforcer le blocus et de briser la puissance navale dano-norvégienne. Pour débusquer les Danois, ils envoient donc une petite escadre composée du vaisseau de ligne de 64 canons de troisième rang, le Dictator (Capitaine James Patteson Stewart), et trois bricks, le brick de la classe Cruizer (en) de 18 canons le Calypso (commandant Weir), le Podargus, et le gun-brig de 14 canons Flamer (lieutenant Thomas England). Le 6 juillet 1812, l'escadre est au large de l'île de Merdø, sur la côte norvégienne, lorsque l'escadre aperçoit et chasse une escadre danoise.
Robilliard et le Podargus mènent l'attaque britannique parce qu'il a bord un homme qui a navigué dans ces eaux; néanmoins, le navire s'échoue. Lors de la bataille de Lyngør, le Flamer reste avec lui pour le protéger. Toutefois, le Dictator et le Calypso réussissent à détruire la nouvelle frégate de 40 canons, Najaden et à endommager gravement les bricks de 18 canons Laaland, Samsøe et Kiel, ainsi qu'un certain nombre de canonnières. Les Britanniques capturent et tentent de ramener le Laaland et le Kiel, mais les abandonnent lorsqu'ils s'échouent. Les Britanniques n'incendient ni l'un ni l'autre, car les navires norvégiens ont toujours leurs équipages et blessés à bord.
L'action provoque cinq tués et 24 blessés sur le Dictator, sur le Calypso trois tués, un blessé et deux disparus, sur le Podargus neuf blessés et sur le Flamer un tué et un blessé. Le Najaden compte 133 morts et 82 blessés et les Danois reconnaissent avoir perdu quelque 300 hommes tués et blessés au total.
Le commandant Weir est immédiatement promu post-captain; Robilliard reçoit sa promotion le 14 décembre; Premier lieutenant du dictator, William Buchanan, est promu commandant. En 1847, les participants britanniques survivants sont autorisés à demander l'agrafe «Off Mardoe 6 juillet 1812», la Médaille du service général de la marine.
Quelques jours plus tard, les Britanniques envoient le cutter Nimble pour reconnaître la situation. Le Nimble rapporte avoir vu quatre navires à Christiansand, deux de 18 canons et deux de 16 canons. Le Nimble a également vu de nombreuses canonnières. La bataille de Lyngør met effectivement fin à la guerre des canonnières.

### Opérations dans le golfe de Gascogne
Le commandant George Rennie remplace Robilliard en janvier 1813. Le Podargus sert ensuite sous le vicomte Keith dans la Manche et dans les opérations de la Royal Navy à Bordeaux.
Le 21 mars 1814, le contre-amiral Penrose, sur le navire de 74-canons Egmont, jette l'ancre en Gironde avec une escadre comprenant le Podargus. Le 2 avril, les bateaux Porcupine capturent un brick, six canonnières, une goélette armée, trois chasse-marées et une barge impériale. Ils brûlent un gun-brig, deux canonnières et une chasse-marée. L'escadron partage la récompense qui s'ensuit . Deux jours plus tard, le Centaur, 74 canons, rejoint l'Egmont pour se préparer à attaquer le navire de 74 canons français Régulus, trois brig-corvettes, d'autres navires se trouvant près de lui et les batteries qui les protègent. Avant que les Britanniques ne puissent lancer leur attaque, les Français brûlent le Régulus et les autres navires .
Entre juin et août 1814, le Podargus est sous le commandement temporaire du commandant Houston Stewart. Le commandant James Wallis remet ensuite en service.
Le 9 juillet 1815, le Podargus s'empare du navire français Deux Amis.

## Après la guerre
Wallis conduit le Podargus à Sainte-Hélène. Napoléon Bonaparte, bien que niant toute implication dans la mort du capitaine Wright, est apparemment assez en colère contre la nomination de Wallis à Sainte-Hélène, considérant cette nomination comme une provocation britannique délibérée.
En avril 1817, le brick de transport Emu, appartenant au chantier naval du Cap, est le premier navire européen à entrer dans Knysna. Il heurte un rocher, maintenant connu sous le nom d'Emu Rock, et sa coque est trouée. Son équipage fait atterrir l'Emu pour l'empêcher de couler. Fin avril, le Podargus arrive pour porter assistance. Après avoir arpenté la région, Wallis fait naviguer le Podargus dans Knysna et récupère la cargaison de l'Emu.
Le commandant Henry John Rous remet en service le Podargus à Sainte-Hélène en novembre 1817.
En janvier 1819, alors que Podargus est encore à Sainte-Hélène, la London Gazette rapporte que le Parlement a voté une subvention à tous ceux qui ont servi sous le commandement de l'amiral vicomte Keith en 1812, entre 1812 et 1814, et en Gironde. Le Podargus figure parmi les navires qui ont servi sous Keith en 1813 et 1814. Il a également servi sous Kieth en Gironde.
Le lieutenant James Webb Cairnes est nommé pour remplacer Rous en 1818, mais il ne prend le commandement qu'en 1819. Cairnes avait été premier lieutenant du Conqueror. Rous commande encore le Podargus quand il écrit une lettre le 29 mars 1819 à l'amiral Robert Plampin (en), vantant les vertus de Hout Bay, à 14 miles de Cape Town, comme site d'implantation pour un chantier naval.

## Sort
En 1820, le Podargus de retour en Grande-Bretagne est mis en flotte de réserve à Portsmouth. L'Amirauté le propose à la vente le 7 août 1833, toujours à Portsmouth. Il est vendu ce jour-là à M. John Small Sedger, Rotherhithe, 510 £ pour démolition.

## Distinctions
Les marins du HMS Podargus ont reçu la médaille Naval General Service Medal avec une agrafe pour leur participation à la bataille de Lyngør.